# Lauda-Königshofen
Lauda-Königshofen es una localidad del distrito de Meno-Tauber en Baden-Wurtemberg, Alemania. Está situada a orillas del río Tauber (afluente del Meno) en su curso mediano. Cerca de 14.500 personas viven en Lauda-Königshofen.

## Arreglo de la ciudad
La ciudad se compone de los siguientes distritos (habitantes; área): Beckstein (344; 2,88 km²), Deubach (96; 6,22 km²), Gerlachsheim (1711; 8,75 km²), Heckfeld (435; 14,68 km²), Königshofen (2569; 13,81 km²), Lauda (5677; 12,55 km²), Marbach (288; 0,13 km²), Messelhausen (332; 8,16 km²), Oberbalbach (648; 7,99 km²), Oberlauda (653; 6,96 km²), Sachsenflur (319; 5,98 km²) y Unterbalbach (1725; 5,17 km²).

## Monumentos y sitios de interés

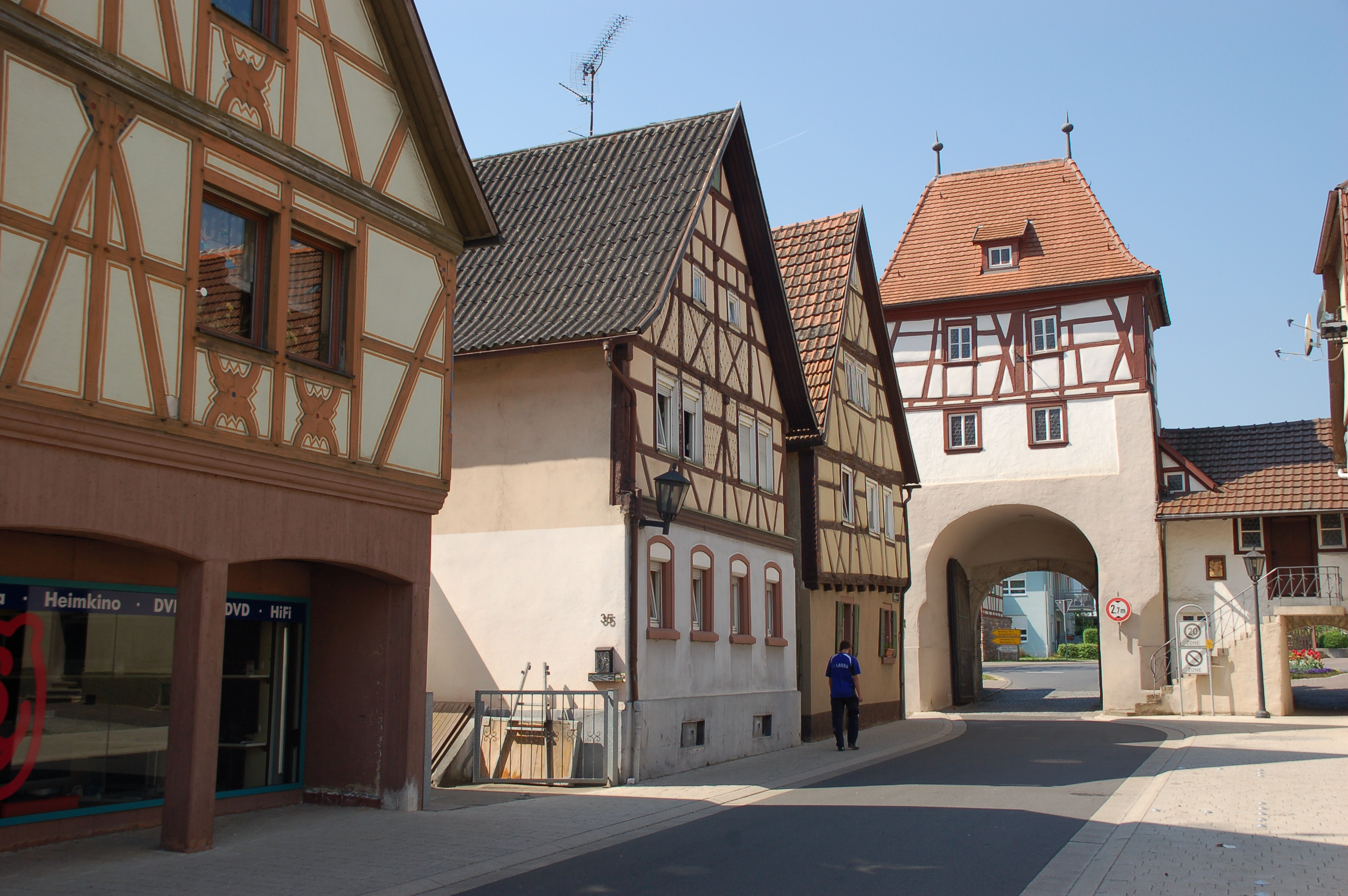
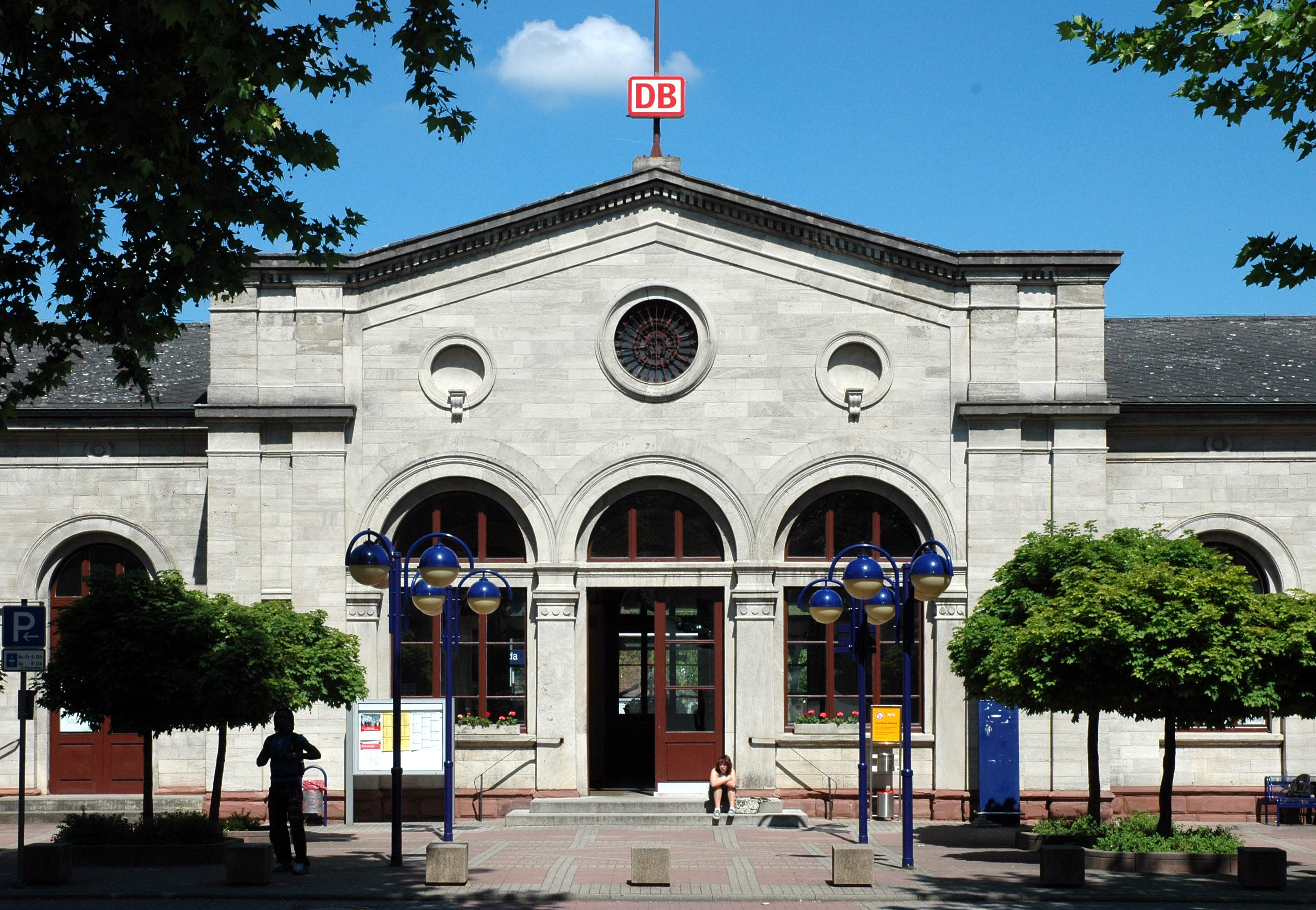